# Matthias Lehmann (Grafiker, 1983)
Matthias Lehmann (* 1983 in Gera oder Dresden oder Leipzig) ist ein deutscher Illustrator und Comic-Künstler. Nach dem Abitur in Leipzig studierte Lehmann an der Hochschule für Bildende Künste Dresden, wo er auch das Meisterstudium in der Klasse von Lutz Dammbeck absolvierte.

## Werke (Auswahl)
- Juri hebt ab. Gewimmel am Himmel. Leipziger Kinderbuchverlag 2011, ISBN 978-3-89603-375-8.
- Scholli Ochsenfrosch. Text von Kerstin Hensel. Leipziger Kinderbuchverlag 2012, ISBN 978-3-89603-576-9.
- Claude Monet. Kunst-Comic. Text von Mona Horncastle. Prestel Verlag, München 2012, ISBN 978-3-7913-7093-4.
- Parallel. Reprodukt Verlag, Berlin 2021, ISBN 978-3-95640-256-2.
- Zur Sonne. Zusammen mit Katja Klengel, Nina Hoffmann, Sascha Herrmann. Reprodukt Verlag, Berlin 2023, ISBN 978-3-95640-366-8.
- Ich und Tod Detektei. Kibitz Verlag, Berlin 2024, ISBN 978-3-948690-32-8.

## Würdigungen (Auswahl)
- 2019 GINCO Award für den Besten Kurzcomic[2]
- 2023 ALA Best Graphic Novel for Adults für die englischsprachige Ausgabe von Parallel[6]